# Octachlorodirhénate de potassium
L'octachlorodirhénate de potassium est un composé inorganique de formule K2Re2Cl8. Ce sel bleu foncé est connu comme un des premiers composés identifiés comportant une liaison quadruple entre ses centres métalliques. Bien que le composé n'ait aucune valeur pratique, sa caractérisation a été importante pour ouvrir un nouveau champ de recherche sur les complexes à liaison quadruple. 

## Synthèse et réactions
Les chimistes soviétiques ont rapporté pour la première fois l'existence de l'octachlorodirhénate de potassium(III) en 1954 mais ce n’est qu’en 1964 que Cotton et Harris ont décrit le composé comme comportant une courte liaison Re-Re, le premier du genre découvert. Les résultats de cette étude ont ensuite conduit à de nouveaux travaux sur d'autres métaux capables de former des liaisons métal-métal, tels que le chrome, le molybdène, le tungstène et le technétium,,. 
Une synthèse à haut rendement du sel de tétrabutylammonium implique le traitement du sel de perrhénate ReO4− avec du chlorure de benzoyle, puis avec HCl : 
2 [(n-C4H9)4N]ReO4 + 8 C6H5COCl → [(n-C4H9)4N]2[Re2Cl8] + produits organiques
L'octachlorodirhénate de potassium(III) est un précurseur d'autres complexes de rhénium à liaisons multiples, car la liaison quadruple est assez stable et est souvent conservée dans les réactions de substitution de ligands. Par exemple, lors du traitement avec du bromure d'hydrogène concentré, le complexe forme l'anion analogue [Re2Br8]2−, qui peut facilement être converti en d'autres composés à base de dirhénium.

## Structure et formation de liaisons
Dans le [Re2Cl8]2−, la longueur de liaison Re–Re est de 2,24 Å, les angles de liaison Re–Re–Cl sont de 104° et les angles Cl–Re–Cl sont de 87°. Les ligands chlorure sont en conformation éclipsée. Bien que cette géométrie entraîne des interactions répulsives entre les ions chlorure, cette conformation permet un chevauchement δ–δ maximal entre les centres Re (III), facteur qui annule les répulsions défavorables des chlorures. L'anion [Re2Cl8]2− a un caractère électrophile faible,. Avec sa configuration, le Re (III) est bien adapté pour former une liaison quadruple. Les électrons sont dans la configuration σ2π4δ2, ce qui donne un ordre de liaison de 4 entre les atomes de rhénium. La couleur brillante du [Re2Cl8]2− est due à la transition électronique δ→δ*. 